# Měník
Měník (en allemand : Mienik) est une commune du district de Hradec Králové, dans la région de Hradec Králové, en République tchèque. Sa population s'élevait à 595 habitants en 2022.

## Géographie
Měník se trouve à 4 km au sud-est de Nový Bydžov, à 22 km à l'ouest de Hradec Králové et à 80 km à l'est-nord-est de Prague.
La commune est limitée par Humburky et Prasek au nord, par Zdechovice et Barchov à l'est, par Kosičky, Kosice et Mlékosrby au sud, et par Zachrašťany et Nový Bydžov à l'ouest.

## Histoire
La première mention écrite de la localité date de 1323.

## Administration
La commune se compose de quatre sections :
- Měník
- Barchůvek
- Bydžovská Lhotka
- Libeň

## Galerie

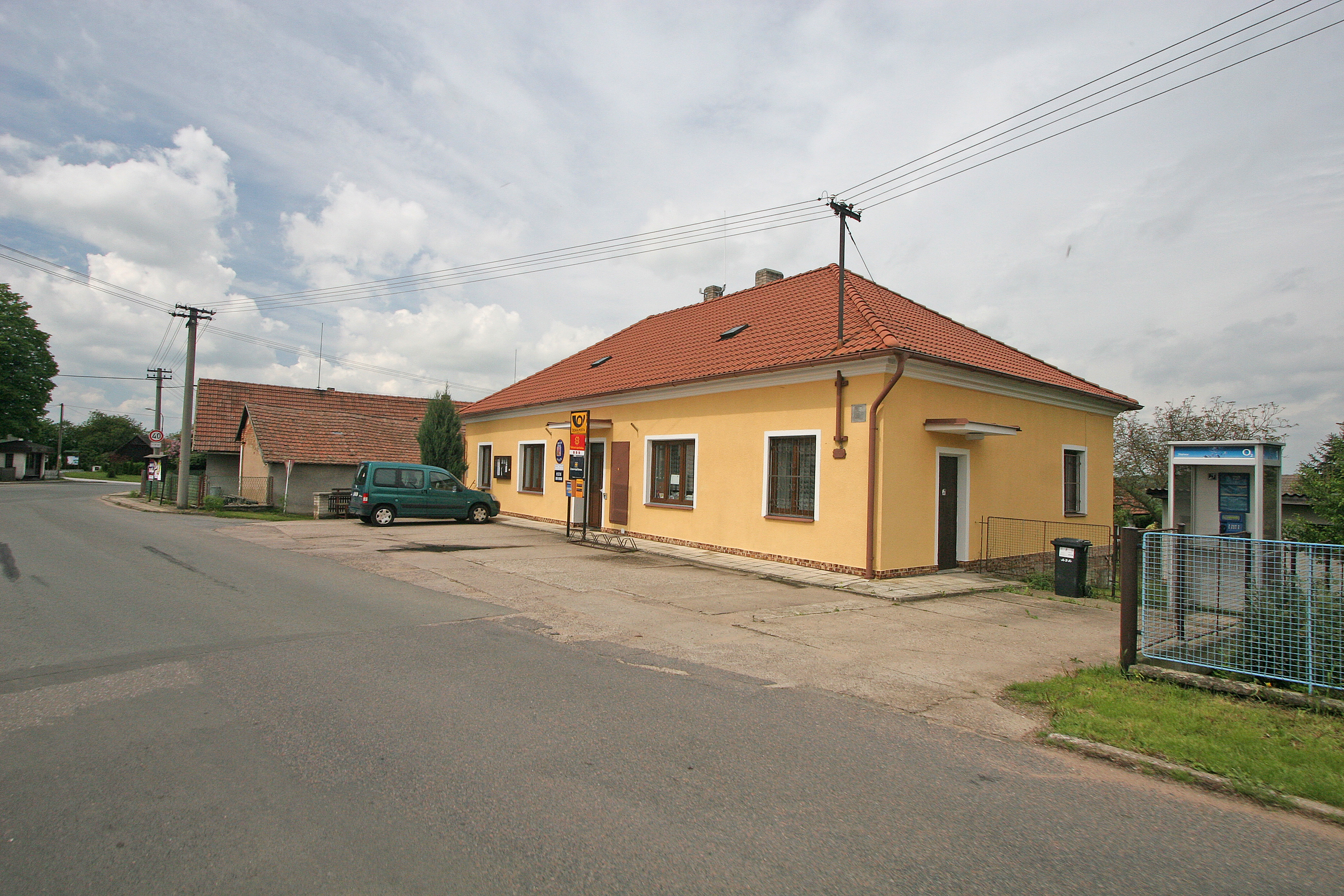
Měník : la mairie.
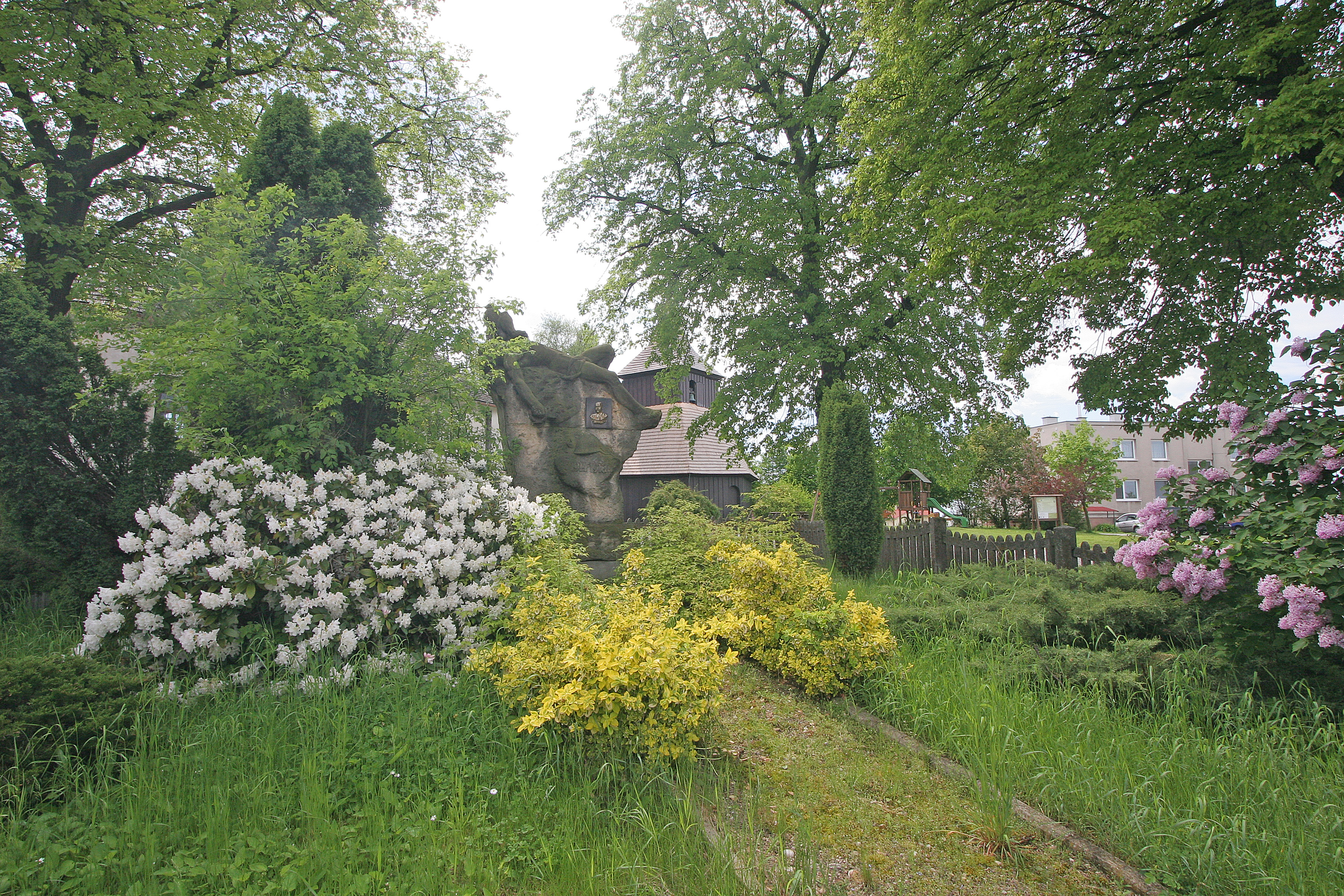
Monument aux morts.

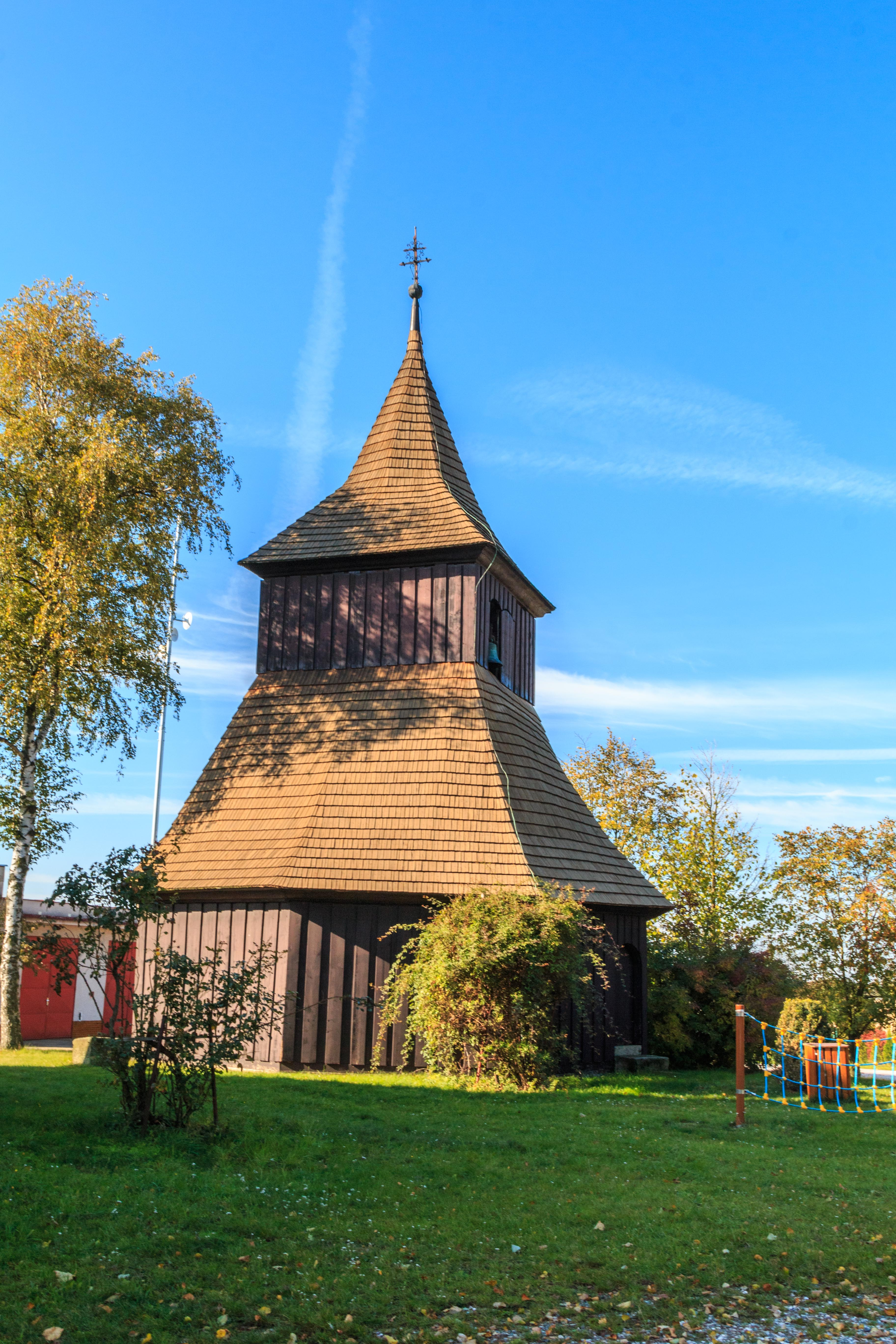
Clocher en bois.
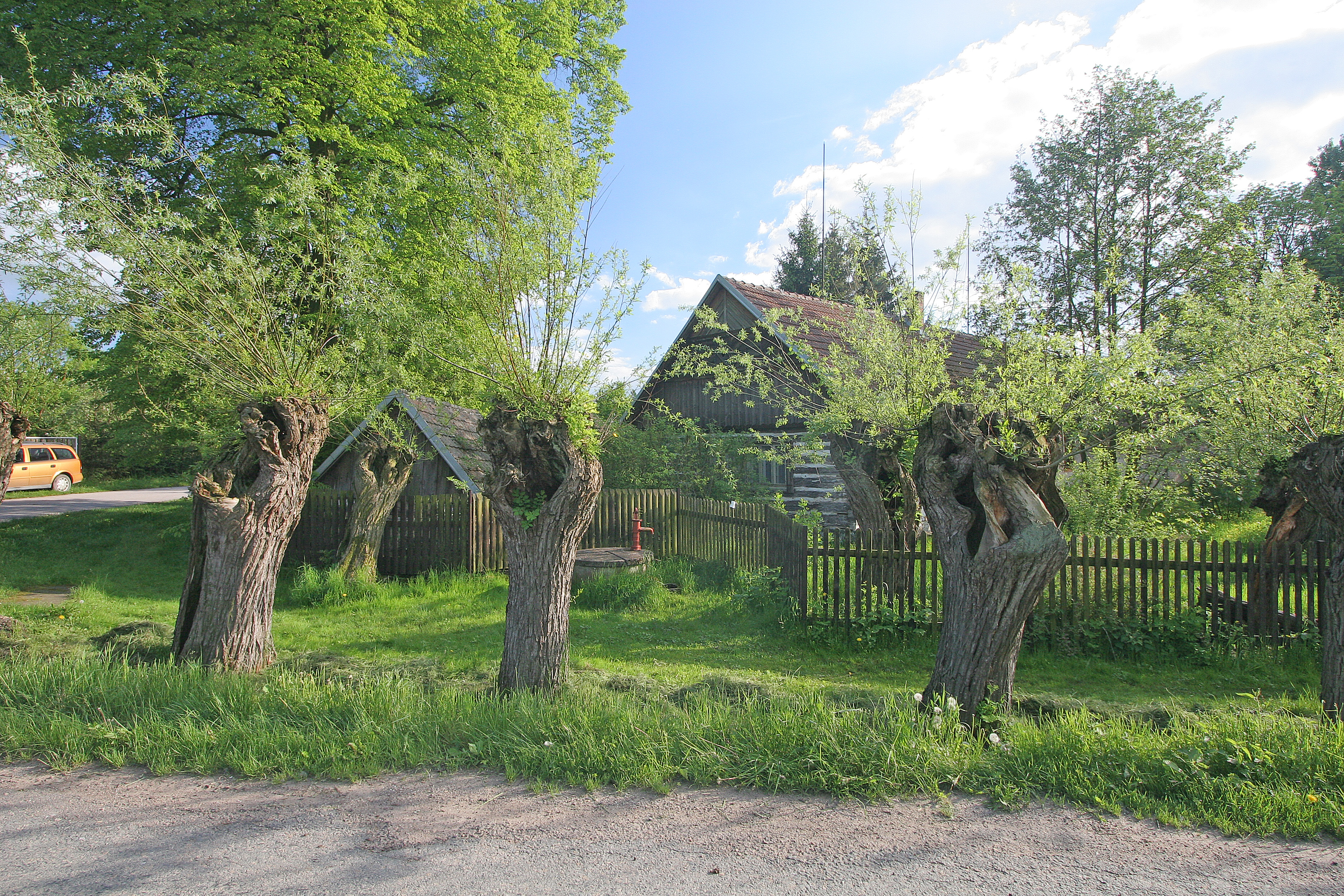
Libeň.

## Transports
Par la route, Měník se trouve à 5 km de Nový Bydžov, à 29 km de Hradec Králové et à 98 km de Prague. 